# Димитър Аврамов (изкуствовед)
Вижте пояснителната страница за други личности с името Димитър Аврамов.
Димитър Аврамов е български изкуствовед и културолог.

## Биография
Роден е на 6 септември 1929 г. в Бургас. Завършва философия в Софийския университет през 1954 г. Започва да публикува в периодичния печат от 1954 година. Редактор е в списание „Философска мисъл“ (1955 – 1960), заместник главен редактор на списание „Проблеми на изкуството“ (1968 – 1980). Научен сътрудник (1961), старши научен сътрудник II ст. (1972), ст.н.с. I ст. (1978) в Института по изкуствознание и в Института за литература (1989 – 1991) при БАН. Изнася лекции по история на новата българска култура в специалност културология в СУ.
През 2000 г. е удостоен с орден „Стара планина“ първа степен.
Димитър Аврамов умира на 1 май 2008 г. в София. Погребан е в Централните софийски гробища.

## Памет
На 19 декември 2008 г. в Софийския университет се провежда научна конференция, посветена на творчеството на проф. Димитър Аврамов и организирана от Историческия факултет и от катедра „История и теория на културата“ на Философския факултет.
В края на ноември 2013 г. в Софийския университет се провежда национална научна конференция „Просветителство срещу идеологема: Цветан Стоянов, Атанас Натев, Димитър Аврамов“.
На 10 септември 2015 г. по инициатива на дружество „Български писател“ в Бургас и със съдействието на Регионална библиотека „П. К. Яворов“ и Дружество на художниците в Бургас върху родната му къща на ул. „Морска“ №28 е открита паметна плоча.